# Puchar Ligi Greckiej w piłce siatkowej mężczyzn (2024/2025)
Puchar Ligi im. Nikosa Samarasa 2024/2025 (gr. Λιγκ Καπ «Νίκος Σαμαράς» 2024/2025) – 14. edycja rozgrywek o siatkarski puchar ligi greckiej zorganizowana przez organizację Enosi Somation Amiwomenon Petosferiston (ESAP). Zainaugurowana została 19 października 2024 roku.
W ligowym pucharze uczestniczyło 10 drużyn grających w sezonie 2024/2025 w Volley League. Rozgrywki składały się z rundy kwalifikacyjnej, ćwierćfinałów, półfinałów oraz finału. We wszystkich rundach rywalizacja toczyła się w systemie pucharowym, a o awansie decydował jeden mecz. 
Finał odbył się 11 grudnia 2024 roku w hali sportowej T9 w Kostakii w gminie Arta. Po raz siódmy ligowy puchar zdobył Olympiakos, który w finale pokonał PAOK. Najlepszym zawodnikiem (MVP) finału został wybrany Mitar Dzurits.
Turniej poświęcony był pamięci greckiego siatkarza Nikosa Samarasa.

## System rozgrywek
Rozgrywki o puchar ligi greckiej w sezonie 2024/2025 składały się z rundy kwalifikacyjnej, ćwierćfinałów, półfinałów i finału. We wszystkich rundach rywalizacja toczyła się w systemie pucharowym, a o awansie decydował jeden mecz. 9 września 2024 roku przeprowadzono losowanie, które wyłoniło drabinkę turniejową.
W rundzie kwalifikacyjnej uczestniczyły:
- drużyny z miejsc 7-8 w sezonie 2023/2024 Volley League: Atlos Orestiada i AO Foinikas Syros,
- beniaminkowie w Volley League w sezonie 2024/2025: AO Fliswos Paleo Faliro i OFI.

Pozostałe zespoły udział w rozgrywkach rozpoczęły od ćwierćfinałów.

## Drużyny uczestniczące
W pucharze ligi greckiej uczestniczyły wszystkie drużyny grające w sezonie 2024/2025 w najwyższej klasie rozgrywkowej, tj. Volley League.
| Volley League (10 drużyn) | Volley League (10 drużyn) |
| ------------------------- | ------------------------- |
| Atlos Orestiada           | ćwierćfinał               |
| AO Fliswos Paleo Faliro   | runda kwalifikacyjna      |
| AO Foinikas Syros         | runda kwalifikacyjna      |
| AOP Kifisias              | ćwierćfinał               |
| AONS Milon                | ćwierćfinał               |
| OFI                       | półfinał                  |
| Olympiakos SFP ONEX       | zwycięstwo                |
| Panathinaikos AO          | półfinał                  |
| PAOK                      | finał                     |
| Pigasos Polichnis         | ćwierćfinał               |

## Rozgrywki
Godziny do 27 października 2024 roku podane są według strefy czasowej UTC+3, a od 27 października 2024 roku – według strefy czasowej UTC+2.

### Runda kwalifikacyjna
| 19 października 2024 17:00 Źródło: | OFI | 3:0 (25:23, 25:22, 25:19) | AO Foinikas Syros | Centrum Wardinojanio, Heraklion Widzów: 250 Sędzia: Nikolaos Angelidis i Eleni Trachalaki |

| 19 października 2024 17:45 Źródło: | Atlos Orestiada | 3:0 (25:23, 25:17, 25:17) | AO Fliswos Paleo Faliro | Hala «Sofia Befon», Paleo Faliro Widzów: 250 Sędzia: Joanis Joanidis i Simeon Tononidis |

### Ćwierćfinały
| 6 listopada 2024 20:30 Źródło: | PAOK | 3:1 (20:25, 25:19, 25:17, 28:26) | AOP Kifisias | Hala PAOK, Pilea Widzów: 60 Sędzia: Wasilios Wasiliadis i Maria Tsiula |

| 7 listopada 2024 19:00 Źródło: | OFI | 3:0 (25:20, 27:25, 29:27) | Atlos Orestiada | Centrum Wardinojanio, Heraklion Sędzia: Nikolaos Angelidis i Eleni Trachalaki |

| 6 listopada 2024 20:30 Źródło: | AONS Milon | 0:3 (21:25, 18:25, 17:25) | Panathinaikos AO | Hala «Krisos Persis», Nea Smirni Widzów: 300 Sędzia: Wasilios Nikakis i Anastasios Meneslis |

| 6 listopada 2024 17:00 Źródło: | Pigasos Polichnis | 2:3 (19:25, 25:17, 21:25, 25:19, 10:15) | Olympiakos SFP ONEX | Hala «Aleksandros Nikolaidis», Polichni Widzów: 100 Sędzia: Eleni Daniilidu i Jorgos Mawridis |

### Półfinały
| 28 listopada 2024 17:30 Źródło: | PAOK | 3:1 (23:25, 25:20, 25:15, 25:23) | OFI | Hala PAOK, Pilea Widzów: 300 Sędzia: Aleksandros Awramidis i Christos Tosunidis |

| 27 listopada 2024 19:00 Źródło: | Panathinaikos AO | 1:3 (21:25, 25:15, 20:25, 21:25) | Olympiakos SFP ONEX | Hala w Mets, Ateny Widzów: 850 Sędzia: Aleksandros Milonakis i Michail Kutsulas |

### Finał
| 11 grudnia 2024 17:00 Źródło: | PAOK | 0:3 (36:38, 22:25, 23:25) | Olympiakos SFP ONEX | Hala T9, Kostakii Widzów: 1400 Sędzia: Nikolaos Frangakis i Wasilios Wasiliadis |